# Alexander Braun (Botaniker)

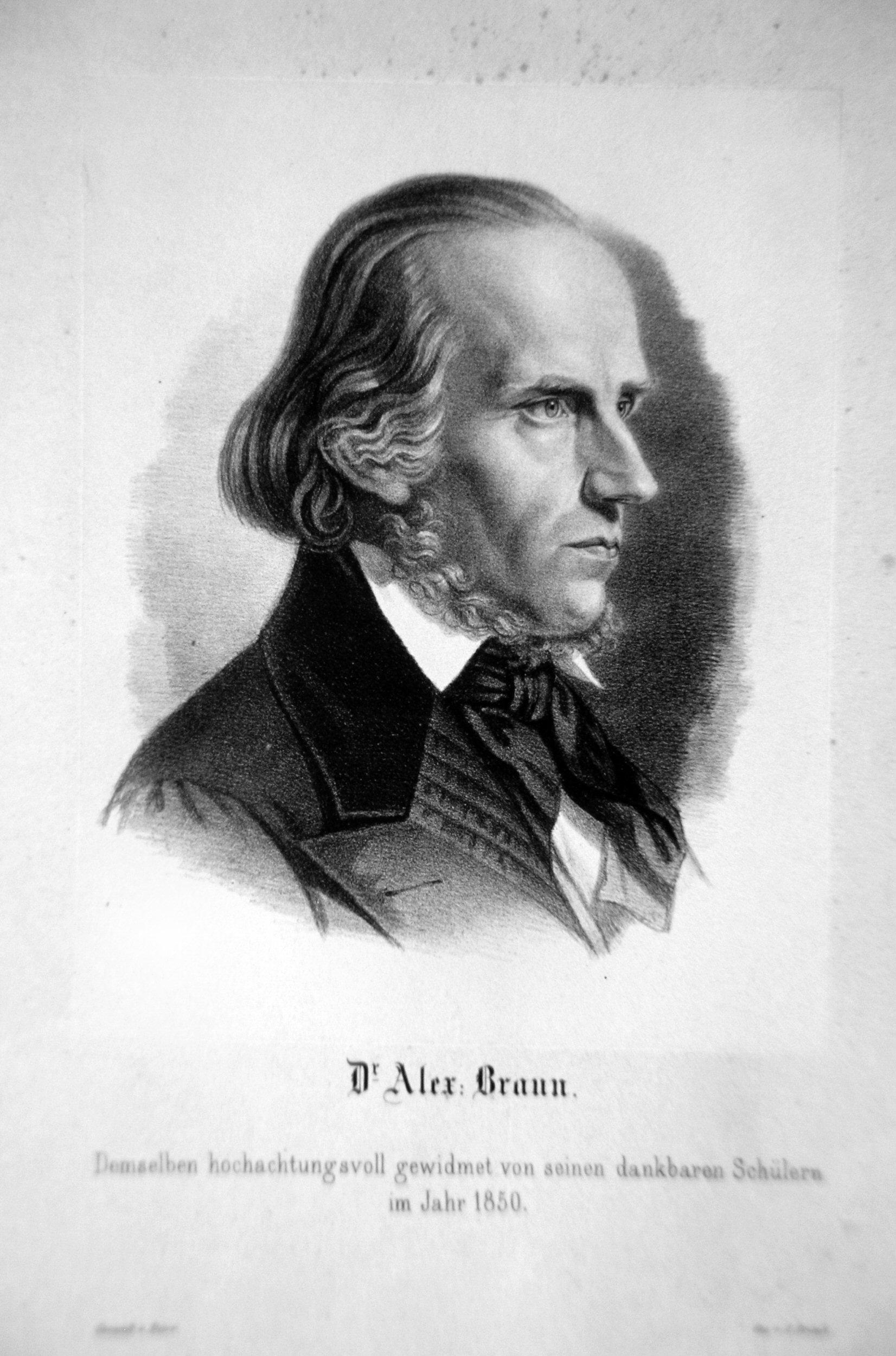
Alexander Braun, Lithographie eines unbekannten Künstlers, 1850

Alexander Carl Heinrich Braun (* 10. Mai 1805 in Regensburg; † 29. März 1877 in Berlin) war ein deutscher Botaniker und Hochschullehrer. Sein offizielles botanisches Autorenkürzel lautet „A.Braun“.

## Leben
Braun studierte von 1824 bis 1827 in Heidelberg Medizin und Naturwissenschaften, besonders Botanik. Während des Studiums freundete er sich mit Karl Friedrich Schimper, Louis Agassiz sowie Georg Engelmann an, mit denen er sein Leben lang Kontakt hatte. Im Jahr 1830 wurde er zum Mitglied der Gelehrtenakademie Leopoldina gewählt. Er setzte seine botanischen Studien bis 1831 an der Universität München und bis 1832 in Paris fort. 1833 wurde er als Professor der Botanik und Zoologie an das Polytechnikum in Karlsruhe berufen. 1837 wurde er darüber hinaus Direktor des großherzoglichen Naturalienkabinetts. 1840 begründete er den Naturwissenschaftlichen Verein Karlsruhe.
1846 erhielt er einen Ruf als ordentlicher Professor der Botanik an die Universität Freiburg im Breisgau und wurde dort gleichzeitig Direktor des Botanischen Gartens. Bereits 1850 erhielt er einen Ruf als Ordinarius für Botanik an der Universität Gießen und wechselte dann 1851 an die Universität Berlin. 1869 gehörte er zu den Begründern der Berliner Gesellschaft für Anthropologie, Ethnologie und Urgeschichte. Anschließend war er bis zu seinem Tode 1877 deren stellvertretender Vorsitzender. Er war Mitglied der Gesellschaft Deutscher Naturforscher und Ärzte und wurde im Jahr 1854 zum auswärtigen Mitglied der Bayerischen Akademie der Wissenschaften gewählt. 1861 wurde er in die Göttinger Akademie der Wissenschaften, 1865 in die National Academy of Sciences und die Académie des sciences sowie 1870 in die American Academy of Arts and Sciences gewählt.

## Verwandtschaft
Seine Verwandtschaft war mit Botanikern oder Naturforschern ihrer Zeit verheiratet bzw. verbandelt. Brauns Schwester Cecilie, genannt Silly (* 1809) heiratete 1833 Jean Louis Rodolphe Agassiz. Emilie, genannt Emmy (* 1812) war mehrere Jahre mit Karl Friedrich Schimper verlobt. Die Töchter aus seiner ersten Ehe heirateten ebenfalls Botaniker: Tochter Maria (* 1836) heiratete Johann Xaver Robert Caspary (1818–1887), Tochter Cecilie (* 1837) war mit Georg Heinrich Mettenius (1823–1866) verheiratet und gab eine Biographie ihres Vaters heraus. Angaben nach Mettenius, C.
Sein Sohn Johannes Braun (1859–1893) war ebenfalls botanisch tätig.

## Werk
Braun war der Hauptvertreter der idealistischen vergleichenden Morphologie der Pflanzen. Auf der Grundlage seiner naturphilosophischen Anschauungen entwickelte er seine Lehre von der Blattstellung der Pflanzen, die auf früheren Theorien von Karl Friedrich Schimper aufbaute. Dieser Betrachtungsweise liegen auch seine pflanzensystematischen und blütenmorphologischen Arbeiten zugrunde. In seiner Systematik versuchte er die Anordnung der Pflanzen auf vergleichend morphologische Grundlage in Zusammenhang mit der historischen Entwicklung des Pflanzenreichs zu stellen. Seinen mikroskopischen Untersuchungen an Kryptogamen entsprangen wichtige Beiträge zur Entwicklung der Zelltheorie.

## Ehrung
Der Bryologe Wilhelm Philipp Schimper benannte Braun zu Ehren eine Moosgattung Braunia. Auch die Pflanzengattung Albraunia Speta aus der Familie der Wegerichgewächse (Plantaginaceae) ist nach ihm benannt.

## Schriften (Auswahl)

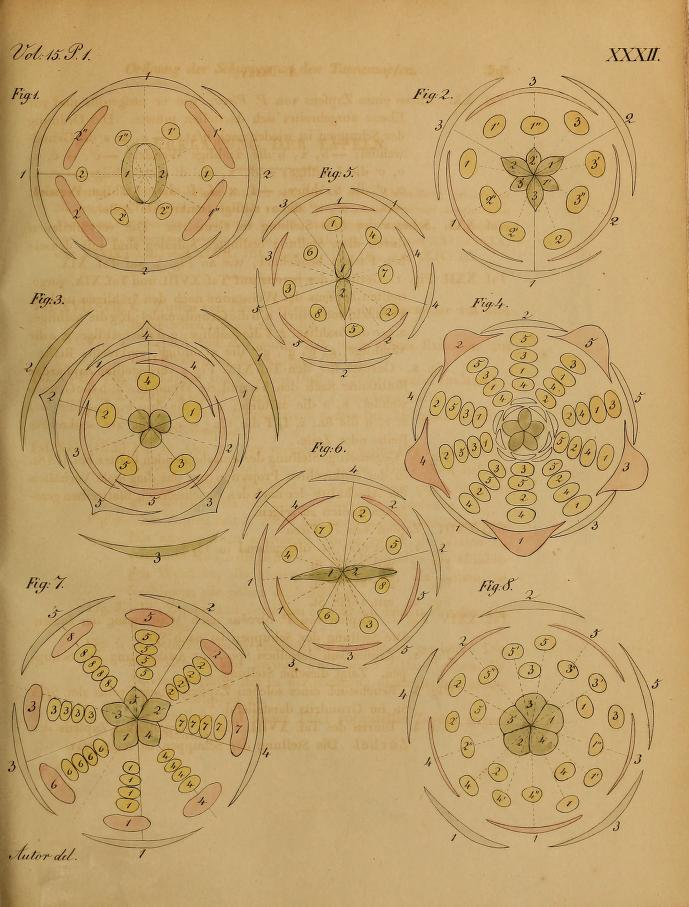
Tafel XXXII der Untersuchung über die Ordnung der Schuppen an den Tannenzapfen (1831)

- Vergleichende Untersuchung über die Ordnung der Schuppen an den Tannenzapfen als Einleitung zur Untersuchung der Blattstellung überhaupt. Thormann, Bonn 1831 (Digitalisat).
- Betrachtungen über die Erscheinung der Verjüngung in der Natur, insbesondere in der Lebens- und Bildungsgeschichte der Pflanze. Poppen, Freiburg im Breisgau, 1849–1850 (Digitalisat).[6]
- Über die Richtungsverhältnisse der Saftströme in den Zellen der Characeen, 2 Bde., Berlin 1852–1853.
- Das Individuum der Pflanze in seinem Verhältnis zur Spezies: Generationsfolge, Generationswechsel und Generationstheilung der Pflanze. Druckerei der Königlichen Akademie der Wissenschaften, Berlin 1853 (Digitalisat).

- Über den schiefen Verlauf der Holzfaser und die dadurch bedingte Drehung der Stämme. Druckerei der Königlichen Akademie der Wissenschaften, Berlin 1854
- Über einige neue und weniger bekannte Krankheiten der Pflanzen, welche durch Pilze erzeugt werden. In: Verhandlungen des Vereins zur Beförderung des Gartenbaus in den Königlich Preußischen Staaten, Neue Reihe, Bd. 1 (1854) S. 1–31 (Digitalisat).[7]
- Algarum unicellularium genera nova et minus cognita, praemissis observationibus de algis unicellularibus in genere. Engelmann, Leipzig 1855 (Digitalisat).
- Über den Zusammenhang der naturwissenschaftlichen Disziplinen unter sich und mit der Wissenschaft im Allgemeinen. Engelmann, Leipzig 1855 (Digitalisat).
- Über Chytridium, eine Gattung einzelliger Schmarotzergewächse auf Algen und Infusorien. In: Abhandlungen der Königlichen Akademie der Wissenschaften zu Berlin (1855), S. 22–83 (Digitalisat).
- Über Parthenogenesis bei Pflanzen. In: Abhandlungen der Preussischen Akademie der Wissenschaften. Physikalisch-mathematische Klasse (1856), Heft 9, S. 312–376 (Digitalisat).
- Ueber Polyembryonie und Keimung von Caelobgyne. In: Abhandlungen der Preussischen Akademie der Wissenschaften. Physikalisch-mathematische Klasse (1859), S. 109–263 (Digitalisat).

- Über die Bedeutung der Morphologie. Rede zur Feier des acht und sechzigsten Stiftungstages des Medicinisch-Chirurgischen Friedrich-Wilhelms-Instituts. Unger, Berlin 1862.

- Zwei deutsche Isoëtes-Arten nebst Winken zur Aufsuchung derselben. In: Verhandlungen des Botanischen Vereins für die Provinz Brandenburg und die angrenzenden Länder (1862), Heft 3/4, S. 300–333.

- Über Isoetes-Arten der Insel Sardinien. In: Monatsbericht der Königlichen Akademie der Wissenschaften zu Berlin; Sitzung der physikalisch-mathematisch Klasse vom 7. Dez. 1863, S. 554–624.

- Beitrag zur Kenntnis der Gattung Selaginella. In: Monatsbericht der Königlichen Akademie der Wissenschaften zu Berlin (1865), S. 185–209.

- Ansprache bei der Eröffnung des Semesters am 15. October 1865 in der Aula der Königlichen Friedrich-Wilhelm-Universität. Königliche Akademie der Wissenschaften 1865 (Digitalisat).
- Die Characeen Afrikas. In: Monatsberichte der Königlich Preußischen Akademie der Wissenschaften zu Berlin (1867), S. 782–800 und 873–944 (Digitalisat).
- Über Schweinfurthia, eine neue Gattung von Scrophulariaceen. In: Monatsberichte der Königlich Preußischen Akademie der Wissenschaften zu Berlin (1866), S. 857–876 und 884 (Digitalisat).

- Conspectus systematicus Characearum europaearum. In: Rabenhorst's Characeae exsiccatae; Fasc. 3 = Nr. 51/75 (1867), S. 1–8 (Digitalisat).

- Eine neue in Neuseeland entdeckte Art der Gattung Isoëtes. In: Monatsberichte der Königlich Preußischen Akademie der Wissenschaften zu Berlin (1869), S. 648–650 (Digitalisat).

- Neuere Untersuchungen über die Gattungen Marsilia und Pilularia. In: Monatsberichte der Königlich Preußischen Akademie der Wissenschaften zu Berlin (1870), S. 653–753 (Digitalisat).
- Die Eiszeit der Erde. Vortrag, gehalten im Januar 1866 in Sing-Akademie zu Berlin, mit späteren Erweiterungen. Lüderitz, Berlin 1870 (Sammlung gemeinverständlicher wissenschaftlicher Vorträge; 94) (Digitalisat).
- Über die Bedeutung der Entwicklung in der Naturgeschichte. Rede zur Feier des Stiftungstages des Medizinisch-Cirurgischen Friedrich-Wilhelms-Instinstituts, 1872 gehalten. Lange, Berlin 1872 (Digitalisat).
- Nachträgliche Mittheilungen über die Gattungen Marsilia und Pilularia. In: Monatsberichte der Königlich Preußischen Akademie der Wissenschaften zu Berlin (1872), S. 635–679 (Digitalisat).
- Bemerkungen über einige Cycadeen. In: Sitzungsbericht der Gesellschaft naturforschender Freunde (1876), S. 113–125 (Digitalisat).

- Die Pflanzenreste des ägyptischen Museums in Berlin. Vortrag, gehalten in der Sitzung der Berliner Anthropologischen Gesellschaft am 15. April 1871. In: Zeitschrift für Ethnologie, Jg. 9 (1877) (Digitalisat).

- Fragmente einer Monographie der Characeen. Nach den hinterlassenen Manuscripten herausgegeben von Otto Nordstedt. In: Abhandlungen der Königlichen Preußischen Akademie der Wissenschaften zu Berlin. Physikalisch-mathematische Klasse, Abt. 1, S. 1–211 (Digitalisat).